# Shane Smeltz
Shane Smeltz, né le 29 septembre 1980 à Göppingen (Allemagne), est un footballeur néo-zélandais évoluant au poste d'attaquant.

## Biographie
Formé en Australie, il fait ses débuts professionnels au Brisbane Strikers FC en 1999. Il reste en Australie jusqu'en 2004 avant de rejoindre l'Angleterre dans les divisions inférieures (Mansfield Town FC, AFC Wimbledon et Halifax Town AFC). En 2007, il retourne en Océanie et la Nouvelle-Zélande en rejoignant Wellington Phoenix FC avant de retourner en Australie en 2009 au Gold Coast United.
Au cours de sa carrière, il a notamment remporté le titre de meilleur joueur de l'Océanie en 2007 et du meilleur joueur du Championnat d'Australie en 2009.

## En sélection
Très vite, ses performances en club lui ouvrent les portes de l'équipe de Nouvelle-Zélande dès 2002 après avoir connu les sélections des moins de 19 ans puis de moins de 23 ans. 
Le 29 mai 2010, il inscrit le seul but de la victoire contre la Serbie lors d'un match amical préparatoire à la Coupe du monde 2010, à la 22e minute de jeu, une victoire qualifiée comme "la plus grande de l'histoire de la sélection" par Ricki Herbert le sélectionneur des Néo-Zélandais.
Shane Smeltz dispute la Coupe du monde 2010 en Afrique du Sud où il marque notamment un but face à l'Italie, équipe championne en titre. Les Néo-Zélandais parviendront à tenir en échec la Squadra Azzura sur le score de 1-1. 

## Palmarès
- Champion d'Océanie : 2008.

## Distinctions personnelles
- Meilleur joueur d'Océanie : 2007 et 2008.
- Meilleur joueur du Championnat d'Australie : 2009.